# Refik Lendo
Refik Lendo (Bistro kod Novog Travnika, 26. siječnja 1956.) bosanskohercegovački je političar, potpredsjednik Federacije BiH od 2023. godine, bivši časnik Jugoslavenske narodne armije (JNA) i Armije Republike Bosne i Hercegovine (ARBiH).

## Životopis
Refik Lendo je rođen 26. siječnja 1956. godine u selu Bistro kod Novog Travnika. Osnovnu školu je završio u Novom Travniku 1969. godine, a srednju Hotelijersko-turističku školu u Opatiji je završio 1974. godine. Diplomirao je na Vojnoj akademiji u Beogradu 1980. godine.
U redovima JNA se nalazio od 1980. do 1991. godine. U Teritorijalnu obranu Bosne i Hercegovine (TORBiH) stupa u lipnju 1992. godine. Postao je zapovjednik štaba TO Novi Travnik.
Dana 23. rujna 1992. godine došlo je do međusobnih napada između pripadnika ARBiH i HVO, za koje je HVO optužio trojicu oficira ARBiH (bivši oficiri JNA): Fahrudina Agića iz Uskopolja, Muharema Šabića iz Prozora i Lendu iz Novog Travniku. Postao je zapovjednik novoformirane Operativne grupe „Bosna” ARBiH 24. lipnja 1993. godine, tijekom hrvatsko-bošnjačkog sukoba. 
Postao je operativac u zapovjedništvu 3. korpusa ARBiH 1994. godine, kada je dobio odlikovanje Zlatni ljiljan. Godine 1995. postao je zapovjednik 25. divizija 2. korpusa i bio je zapovjednik operacije „Uragan 95” tijekom koje je ARBiH zauzela Vozuću i južne obronke planine Ozren. Od 1999. godine bio je zapovjednik 2. korpusa sve do umirovljenja 2004. godine.
Iste godine postaje član Stranke demokratske akcije u kojoj je bio član predsjedništva. Osvojio je mandat na izborima za Predstavnički dom Federacije BiH 2006. godine. Mandat u Predstavničkom domu prekida 2008. godine, kada biva izabran za načelnika općine Novi Travnik.